# Alicja Jeromin
Alicja Anna Jeromin z domu Fiodorow (ur. 22 maja 1985 w Kozienicach) – polska niepełnosprawna lekkoatletka specjalizująca się w biegach sprinterskich (klasyfikacja T46 i T47), ośmiokrotna medalistka igrzysk paraolimpijskich, mistrzyni świata i Europy.

## Życiorys
Urodziła się bez lewego przedramienia. Karierę sportową rozpoczęła pod koniec lat 90. Została zawodniczką Radomskiego Stowarzyszenia Sportu i Rehabilitacji „START”, początkowo przez 5 lat trenowała tenis stołowy, lecz później skoncentrowała się biegach. Jej trenerem został Jacek Szczygieł, z którym zaczęła osiągać sportowe sukcesy.
W latach 2004–2020 ośmiokrotnie uzyskiwała srebrne oraz brązowe medale letnich igrzysk paraolimpijskich. W 2021 na igrzyskach paraolimpijskich w Tokio ustanawiała rekordy Europy w biegach w klasyfikacji T47: w eliminacjach na 100 m czasem 12,19 s oraz w finale na 200 m czasem 25,05 s.
W swojej karierze została także m.in. mistrzynią świata w biegu na 400 metrów podczas zawodów rozgrywanych w Assen w 2006. Jest także wielokrotną medalistką innych międzynarodowych imprez sportowych, w tym mistrzostw Europy i świata.
Podjęła studia magisterskie na Wydziale Wychowania Fizycznego Akademii Wychowania Fizycznego i Sportu w Gdańsku.

## Medale i wyniki na igrzyskach paraolimpijskich
| Rok  | Zawody                   | Miejscowość    | Konkurencja              | Wynik   | Pozycja    |
| ---- | ------------------------ | -------------- | ------------------------ | ------- | ---------- |
| 2003 | Mistrzostwa Europy       | Assen          | Bieg na 100 metrów (T46) | 12,94   | 2. miejsce |
| 2003 | Mistrzostwa Europy       | Assen          | Bieg na 200 metrów (T46) | 26,93   | 2. miejsce |
| 2004 | Igrzyska paraolimpijskie | Ateny          | Bieg na 100 metrów (T46) | 12,89   | 4. miejsce |
| 2004 | Igrzyska paraolimpijskie | Ateny          | Bieg na 200 metrów (T46) | 25,99   | 4. miejsce |
| 2004 | Igrzyska paraolimpijskie | Ateny          | Bieg na 400 metrów (T46) | 58,23   | 3. miejsce |
| 2005 | Mistrzostwa Europy       | Espoo          | Bieg na 100 metrów (T46) | 12,83   | 1. miejsce |
| 2005 | Mistrzostwa Europy       | Espoo          | Bieg na 200 metrów (T46) | 26,61   | 2. miejsce |
| 2006 | Mistrzostwa świata       | Assen          | Bieg na 200 metrów (T46) | 26,20   | 2. miejsce |
| 2006 | Mistrzostwa świata       | Assen          | Bieg na 400 metrów (T46) | 59,68   | 1. miejsce |
| 2008 | Igrzyska paraolimpijskie | Pekin          | Bieg na 100 metrów (T46) | 12,66   | 3. miejsce |
| 2008 | Igrzyska paraolimpijskie | Pekin          | Bieg na 200 metrów (T46) | 25,96   | 2. miejsce |
| 2011 | Mistrzostwa świata       | Christchurch   | Bieg na 400 metrów (T46) | 1:01,27 | 3. miejsce |
| 2012 | Igrzyska paraolimpijskie | Londyn         | Bieg na 200 metrów (T46) | 25,49   | 2. miejsce |
| 2012 | Igrzyska paraolimpijskie | Londyn         | Bieg na 400 metrów (T46) | 58,48   | 3. miejsce |
| 2013 | Mistrzostwa świata       | Lyon           | Bieg na 100 metrów (T46) | 13,55   | 3. miejsce |
| 2013 | Mistrzostwa świata       | Lyon           | Bieg na 200 metrów (T46) | 26,16   | 3. miejsce |
| 2014 | Mistrzostwa Europy       | Swansea        | Bieg na 100 metrów (T47) | 13,10   | 2. miejsce |
| 2014 | Mistrzostwa Europy       | Swansea        | Bieg na 400 metrów (T47) | 1:01,62 | 1. miejsce |
| 2015 | Mistrzostwa świata       | Doha           | Bieg na 100 metrów (T47) | 12,74   | 3. miejsce |
| 2016 | Mistrzostwa Europy       | Grosseto       | Bieg na 100 metrów (T47) | 12,78   | 1. miejsce |
| 2016 | Mistrzostwa Europy       | Grosseto       | Bieg na 200 metrów (T47) | 25,83   | 1. miejsce |
| 2016 | Igrzyska paraolimpijskie | Rio de Janeiro | Bieg na 100 metrów (T47) | 12,46   | 2. miejsce |
| 2016 | Igrzyska paraolimpijskie | Rio de Janeiro | Bieg na 200 metrów (T47) | 25,61   | 2. miejsce |
| 2017 | Mistrzostwa świata       | Londyn         | Bieg na 100 metrów (T47) | 12,61   | 2. miejsce |
| 2018 | Mistrzostwa Europy       | Berlin         | Bieg na 100 metrów (T47) | 13,02   | 1. miejsce |
| 2018 | Mistrzostwa Europy       | Berlin         | Bieg na 200 metrów (T47) | 26,61   | 2. miejsce |
| 2021 | Mistrzostwa Europy       | Bydgoszcz      | Bieg na 100 metrów (T47) | 12,29   | 2. miejsce |
| 2021 | Mistrzostwa Europy       | Bydgoszcz      | Bieg na 200 metrów (T47) | 25,57   | 2. miejsce |
| 2021 | Igrzyska paraolimpijskie | Tokio          | Bieg na 100 metrów (T47) | 12,22   | 4. miejsce |
| 2021 | Igrzyska paraolimpijskie | Tokio          | Bieg na 200 metrów (T47) | 25,05   | 3. miejsce |

## Odznaczenia
- Krzyż Oficerski Orderu Odrodzenia Polski – 2021[6][7]
- Krzyż Kawalerski Orderu Odrodzenia Polski – 2013[8]
- Złoty Krzyż Zasługi – 2008[9]
- Medal Pamiątkowy „Pro Masovia” – 2012[10]